# Квантов скок (сериал, 2022)
Квантов скок (на английски: Quantum Leap) e американски научнофантастичен сериал, излъчван по Ен Би Си. Разработен е от Стивън Лилиен и Брайън Уинбранд и представлява възраждане на едноименния сериал от 1989 г., създаден от Доналд Белисарио. Белисарио, Лилиен и Уинбранд са изпълнителни продуценти. Действието се развива през 2022 г., тридесет години след края на оригиналния сериал. В главната роля е Реймънд Лий като новия главен герой д-р Бен Сонг, заедно с Кейтлин Басет, Мейсън Александър Парк, Нанриса Лий и Ърни Хъдсън. Премиерата на Куантъм Лийп е на 19 септември 2022 г. През декември 2022 г. сериалът е подновен за втори сезон, състоящ се от 13 епизода, чиято премиера е на 4 октомври 2023 г. През април 2024 г. Ен Би Си прекратява сериала след два сезона.

## Сюжет
Минават тридесет години, откакто д-р Сам Бекет изчезва в ускорителя на проекта Квантов скок. Проектът е рестартиран с нов екип, който се опитва да сглоби пъзела около мистериите, свързани с Бекет и машината му. По неясни причини д-р Бен Сонг — водещият физик на новия екип — качва нов програмен код в системите на проекта и използва обновения ускорител, за да скочи назад във времето.
Сонг се изгубва в миналото, по същия начин, както и Бекет – преживява животите на различни хора и променя събитията в историята с надеждата да се върне в настоящето. Негова връзка с проекта е служителката Адисън Остин — годеницата на Бен — която се появява пред него като холограма, като само той я вижда и чува, точно както някога наблюдателят Ал Калавачѝ е правил за Бекет.

## Актьорски състав

### Главен
- Реймънд Лий – Бен Сонг, водещият физик по проекта Квантов скок, който се оказва заседнал в миналото, след като започва да скача в телата на различни хора. В резултат на скока, той страда от частична амнезия относно собствената си самоличност.
- Кейтлин Басет – Адисън Остин,  годеницата на Бен и негова „наблюдателка“. Първоначално тя е предвидена за основния участник в скоковете в новия проект.
- Мейсън Александър Парк – Иън Райт, главен техник на изкуствения интелект, поддържащ системите на проекта Квантов скок.
- Нанриса Лий – Джен Чоу, ръководител по сигурността на проекта.
- Ърни Хъдсън – Хърбърт Уилямс, ръководител на проекта за пътуване във времето Квантов скок и ветеран от Виетнамската война. В оригиналния сериал Бекет скача в тялото на Меджик в епизода Скок към дома (част 2) – Виетнам от сезон 3 (1990), където героят е изигран от Кристофър Кърби.
- Питър Гедиът – Том Уестфол (сезон 2), офицер от разузнаването на американската армия, бивш командос от специалните части, който има романтична връзка с Адисън.
- Елиза Тейлър – Хана Карсън (сезон 2), сервитьорка в Ню Мексико през 1949 г., която притежава задълбочени познания по физика. Тя се появява отново при следващи скокове – през 1955 г. в Принстън, 1961 г. в Кайро, 1970 г. в селски район на Ню Джърси, 1974 г. в Балтимор и 1976 г. в Сонома.

### Второстепенен
- Сюзан Диол – Бет Калавачѝ, съпругата на Ал Калавачѝ, като отново изпълнява тази роля от оригиналния сериал.
- Джорджина Рейли – Джанис Калавачѝ, дъщерята на Ал Калавачѝ.
- Уолтър Перес – Ричард Мартинес / Х, самостоятелен участник в скоковете, изпратен назад във времето с цел да спре проекта (сезон 1).
- Алис Кремелбърг – Рейчъл, приятелката на Иън.

### Гости

#### Сезон 1
- Дебора Прат – Зиги
- Майкъл Уелч – Райън
- Майкъл Малърки – Коул
- Карли Поуп – Саманта Стратън
- Хосе Сунига – Командир Джим Рейнолдс
- Алекс Гонсалес – Марко
- Джъстин Хартли – Джейк
- София Пернас – Тами Джийн Джесъп
- Марк Деймън Еспиноса – Алберто Сандовал
- Яани Кинг Мондшайн – Франки
- Джуъл Стейт – Наоми Харви
- Кейси Симпсън – Кори
- Елис Левеск – Лола Грей
- Джош Майърс – Пърсивал Грей
- Чидо Нуокоча – Д-р Феликс Уотс
- Кърт Йегер – Рингър
- Дебора Ан Ул – Карли Фармер
- Сумали Монтано – Каролина Карло
- Юджийн Бърд – Д-р Харпър
- Стен Шоу – Ели Джаксън
- Франсоа Чау – Луис Тан
- Джохари Джонсън – Старша медицинска сестра
- Робърт Пикардо – Д-р Едуин Улси
- Мат Глейв – Полковник Джак Паркър
- Джо Диникол – Юджийн Вагнер
- Брандън Раут – Александър Остин, бащата на Адисън
- Патрик Фишлър – Д-р Мюлер
- Давида Уилямс – Лесли Дробис
- Барт Джонсън – Пол Кърк

### Сезон 2
- Франсоа Арно – Къртис Бейли
- Аарън Абрамс – Рони Абрамс
- Пи Джей Бърн – Енок Абрамс
- Мелиса Роксбърг – Елън Гриър
- Джанет Монгомъри – Ребека Игън
- Греъм Патрик Мартин – Шон Игън
- Луис Хъртъм – Шериф Удроу Морган
- Уилям Деври – Генерал Остин Мъри
- Тим Матисън – Нийл Ръсел
- Ерика Гимпъл – Лора Евънс
- Чарли Сюнгли Лий – Джин Парк
- Бенджамин Флорес-младши – Дуейн
- Кълен Дъглас – Д-р Карл Донован
- Брайън Ван Холт – Магистрат Блъдхорн
- Азита Ганизада – Лая Адел
- Лу Даймънд Филипс – Шепърд Барнс
- Дейвид Клейтън Роджърс – Кевин Зат
- Джош Дийн – Джош Нали
- Алисия Лагано – Елена Кар
- Дан Бакедал – Милтън Уелс
- Кеон Александър – Рикардо Бараган
- Надин Елис – Кони Дейвис
- Джон Маршъл Джоунс – Дейвидсън Бест
- Джеймс Фрейн – Гидиън Ридж
- Уайът Паркър – Джефри Нали

## Продукция

### Развитие
През септември 2021 г. Скот Бакула, който изпълнява главната роля на Сам Бекет в оригиналния сериал, намеква, че се обмисля рестарт на продукцията, като създателят Доналд Белисарио ще заема някаква позиция в сериала. През януари следващата година Ен Би Си поръчва пилотен епизод, като сценаристите Стивън Лилиен и Брайън Уинбранд са определени за шоурънъри, заедно с изпълнителния продуцент Мартин Джеро и продуцентката и сценаристка от оригиналния сериал Дебора Прат. Хелън Шейвър е наета да режисира първия епизод и също така се включва като изпълнителен продуцент. След пилотния епизод Ен Би Си поръчва цял сезон през май същата година.
След поръчката за цял сезон Адрита Мукерджи и Дийн Джоргарис се включват като допълнителни изпълнителни продуценти, а Джеро поема ролята на шоурънър, докато Лилиен и Уинбранд остават в сериала като изпълнителни продуценти. Нов пилотен епизод е режисиран от Тор Фройдентал и написан от Лилиен и Уинбранд, а оригиналният пилотен епизод е планиран за излъчване по-късно през сезона. Решението рестартът да не започне с първоначалния пилотен епизод е взето с цел по-добро въведение в сериала, като той е пренасрочен за шести епизод с добавени някои нови сцени за контекст.
През септември 2022 г. Бакула потвърждава, че продуцентите са го поканили да се върне в ролята на Сам Бекет, но той в крайна сметка решава да не участва в новия сериал. В изявление в Инстаграм казва: „Тъй като сериалът винаги е бил много скъп за сърцето ми, решението да откажа участието беше изключително трудно“.
След излъчването на първите три епизода Ен Би Си поръчва още шест, с което първият сезон достига общо 18 епизода. На 12 декември 2022 г. компанията подновява сериала за втори сезон от 13 епизода, който започва на 4 октомври 2023 г. Първите осем епизода от втория сезон влизат в продукция веднага след края на първия, без пауза, заради предстоящите стачки. Записите на последните пет епизода започват на 27 ноември 2023 г., след края на стачките. На 5 април 2024 г. Ен Би Си отменя сериала след два сезона.

### Кастинг
Реймънд Лий е първият актьор, избран за участие в сериала, като през март 2022 г. поема главната роля на д-р Бен Сонг. Малко след това актьорският състав се разширява с Ърни Хъдсън, Нанриса Лий, Мейсън Александър Парк и Кейтлин Басет, за която това е телевизионен дебют. След като сериалът е официално поръчан, Джорджина Рейли се присъединява към екипа във второстепенна роля. Във втория сезон към основния актьорски състав се присъединяват още двама нови постоянни персонажи – Елиза Тейлър и Питър Гедиът.

## Премиера
Премиерата на Квантов скок е 19 септември 2022 г.

## Прием

### Критически отзиви
Сайтът за рецензии Rotten Tomatoes отчита 57% одобрение за първия сезон, със средна оценка 5.2/10 на база 23 критически ревюта. В консенсуса на критиците се казва: „В този по-сериозен и структуриран като сериал рестарт на Квантов скок е вложено достатъчно сърце, за да привлече вниманието на зрителите, които разполагат с време, но често забравя да се възползва от забавния, епизодичен формат, превърнал оригинала в класика“. В Metacritic сериалът получава средна оценка от 57 от 100, базирана на девет ревюта, което означава „смесени или средни отзиви“.

## В България
Премиерата на сериала в България е на 16 юни 2025 г. по Нова телевизия. Ролите се озвуават от актьорите Яница Маслинкова, Петя Миладинова, Даниела Сладунова, Здравко Методиев, Ивайло Велчев, Александър Митрев. Преводачи са Саша Добрева и Стефан Тасев, тонрежисьори са Лазар Йончев и Димитър Кукушев, режисьор на дублажа е Димитър Кръстев.